# Vévoda orleánský

Erb vévody orleánského

Titul vévody orleánského (francouzsky Duc d'Orléans) byl jeden z nejvýznamnějších šlechtických titulů ve Francii. Používala ho královská dynastie Valois a Bourboni. Příslušel mladším synům francouzských králů (většinou synům druhorozeným), ale nejednalo se o pevně dané pravidlo – někteří králové svým synům tento titul neudělovali. Nositelé titulu patřili k tzv. Princům královské krve. Jako příslušníci královské rodiny měli často silný politický vliv a patřili k nejbohatším šlechticům v zemi, jelikož lénem udělené vévodství Orléans přinášelo značné zisky.

## Historie držení titulu
Titul vévody orleánského udělil svému mladšímu synovi poprvé král Filip VI. (vládl v letech 1328-1350) z rodové linie Valois. Syn Filipa VI. Filip vévoda Orlénský umírá v roce 1375 bezdětný a titul zdědí jeho prasynovec Ludvík vévoda Orleánský (1371-1407), mladší syn krále Karla V. V této rodové linii se titul začal poprvé v historii dědit a dalším jeho nositelem byl tedy Ludvíkův syn Karel (1391-1465) a následně i vnuk Ludvík (1462-1515), který se stal v roce 1498 francouzským králem jako Ludvík XII. (vládl 1498-1515). Tím se titul a vévodství vrátilo z vedlejší rodové linie zpět do linie královské a připadlo opět královské koruně. Svým mladším synům pak tento titul udělili i králové František I. (vládl 1515-1547) a Jindřich II. (vládl 1547-1559). Mladší synové obou těchto králů ale zemřeli bezdětní. Po vymření královské rodové linie Valois se moci ve Francii ujal rod Bourbonů a první král z této dynastie – Jindřich IV. zachoval zažitý zvyk a jeho mladší syn Gaston se tedy stal rovněž vévodou orleánským. Jelikož ten neměl mužské potomky zdědil po Gastonově smrti v roce 1660 titul jeho synovec Filip I. Orleánský (mladší syn krále Ludvíka XIII.), který se stal zakladatelem dynastie Bourbon-Orléans, v níž se tento vévodský titul stal znovu titulem dědičným. Přídomek d'Orléans ale v minulosti někdy používali rovněž nemanželští synové vévodů orleánských, nejednalo se pak ale o vévody – např. nemanželský syn Filipa II. Orleánského užíval titul rytíř orleánský.
Potomci dvou orleánských dynastií se stali francouzskými králi: jednalo se o dynastie Valois-Orléans a Bourbon-Orléans.

## V době republiky
Potomci dynastie Bourbon-Orléans žijí dodnes. Přestože je Francie republikou a šlechtické tituly v této zemi již formálně neexistují, používají potomci dynastie Bourbon-Orléans přídomek d'Orléans i v současné době, hlava rodu již nepoužívá označení vévoda orleánský, ale titul hrabě pařížský a jeho nejstarší synové se stále považují za případné následníky trůnu. Nároky na francouzský trůn si ale v současné době formálně činí i další rody - kromě rodu d'Orléans také španělští Bourboni a Bonapartové.

## Seznam nositelů titulu vévoda orleánský
Dynastie Valois
- Filip Orleánský (1336 – 1375), vévoda od roku 1344. Mladší syn krále Filipa VI.

Dynastie Valois-Orléans
- Ludvík Orleánský (1371 – 1407). Mladší syn krále Karla V.
- Karel Orleánský (1391 – 1465), znám také jako le Poéte (francouzsky Charles d'Orléans le Poéte). Titul získal dědičně.
- Ludvík II. Orleánský – král Ludvík XII.(1462 – 1515). Titul získal dědičně.

Dynastie Valois-Angoulême
- Karel (1522 – 1545). Mladší syn krále Františka I.
- Ludvík Orleánský († 1549). Mladší syn krále Jindřicha II.
- Karel Maxmilián – král Karel IX. (1550 – 1574). Mladší syn krále Jindřicha II.
- Jindřich – král Jindřich III. (1551 – 1589). Mladší syn krále Jindřicha II.

Dynastie Bourbon
- Mikuláš (1607 – 1611). Mladší syn krále Jindřicha IV.
- Gaston Orleánský (1608 – 1660). Mladší syn krále Jindřicha IV.

Dynastie Bourbon-Orléans 
- Filip I. Orleánský (1640 – 1701). Mladší syn krále Ludvíka XIII. Titul se stal dědičným.
- Filip II. Orleánský (1674 – 1723)
- Ludvík I. Orleánský (1703 – 1752)
- Ludvík Filip I. Orleánský (1725 – 1785)
- Ludvík Filip Josef Orleánský (Filip Egalité), (1747 – 1793)
- Ludvík Filip – král (1773 – 1850)

Dynastie Orléans
- Ferdinand Filip Orleánský (1810 – 1842)
- Filip (1869 – 1926)